# Chevennes
Chevennes település Franciaországban, Aisne megyében. Lakosainak száma 128 fő (2022. január 1.). Chevennes Housset, Lemé, Marfontaine, La Neuville-Housset és Sains-Richaumont községekkel határos.

## Népesség
A település népességének változása:
| Lakosok száma | 157  | 146  | 136  | 144  | 140  | 135  | 125  | 117  | 113  | 128  |
|               | 1968 | 1982 | 1990 | 2006 | 2013 | 2015 | 2017 | 2019 | 2020 | 2022 |